# Dutch protocol
Het Dutch protocol of de Dutch approach (Engels voor respectievelijk 'het Nederlandse protocol' en 'de Nederlandse benadering') is een werkprotocol voor een behandelwijze voor transgender kinderen en adolescenten binnen de transgenderzorg. De behandeling ontleent zijn naam aan de Nederlandse onderzoekers die haar aan het eind van de jaren negentig van de twintigste eeuw ontwikkeld en toegepast hebben. Ze is in 2006 voor het eerst officieel gestandaardiseerd.
De kern van de behandeling is dat het functioneert als een 'pauzeknop': puberteitsremmers worden toegediend, waardoor kinderen met genderdysforie pas op latere leeftijd door de puberteit gaan, zodat ze in de tussentijd psychologisch begeleid worden om tot een zorgvuldige afweging te komen over de wenselijkheid van transitie. Sinds 2020 is het idee van een 'pauzeknop' onder druk komen te staan. Het gebruik van hormonenremmers wordt beschouwd als een actieve stap in het gendertraject die heel weloverwogen genomen dient te worden. Als met puberteitsremmers gestopt wordt, treedt de puberteit alsnog op, zij het met enige vertraging. Het grootste gedeelte van de patiënten zet echter door met de behandeling.

## Ontstaan en geschiedenis

### Ontstaan
Het idee om met puberteitsremmers te werken is afkomstig uit Nederland en ontwikkeld door prof. dr. Peggy Cohen-Kettenis, hoogleraar kindergeneeskunde Henriette Delemarre, kinderpsychiater Annelou de Vries en psycholoog Thomas D. Steensma. De eerste patiënt kreeg deze middelen toegediend in 1987. Cohen-Kettenis werkte samen met endocrinologen in Amsterdam, van wie er één ervaring had met het voorschrijven van gonadotrofine-afgevende hormoonanalogen, die destijds relatief nieuw waren. Destijds moesten genderdysfore tieners wachten tot ze meerderjarig waren voor geslachtshormonen, maar het team stelde voor dat eerdere interventies ten goede zouden kunnen komen aan zorgvuldig geselecteerde minderjarigen.
Professors Peggy Cohen-Kettenis en Stefanie van Goozen publiceerden in 1998 de eerste gevalsstudie waarin een transjongen ("female-to-male transsexual") puberteitsremmers ontving. Omdat een psychiater hem eerder had gediagnosticeerd met genderdysforie, besloot hij na overleg met een kinderendocrinoloog puberteitsremmers toe te dienen.:247 Hierdoor had de hij meer tijd om de genderidentiteit van de patiënt te onderzoeken. De transjongen werd op zijn dertiende doorverwezen naar de genderpoli voor jongeren, destijds gevestigd te Utrecht.:247 Na meerdere gesprekken met zowel hem als zijn ouders besloot een multidisciplinair team om puberteitsremmers te blijven voorschrijven.:247 Uiteindelijk besloot hij op zijn achttiende tot een testosteronbehandeling. Enige tijd later besloot hij zijn borsten en eierstokken te laten verwijderen. In een gesprek na deze ingrepen gaf hij aan geen genderdysforie meer te hebben.:247 Ook bleken uit zijn vragenlijsten dat hij geen psychische, somatische of persoonlijkheidsproblemen had.:247 Op basis van deze casus beargumenteerden Cohen-Kettenis en Van Goozen (1998) dat puberteitsremming fysieke en psychologische voordelen zou kunnen hebben bij de diagnosestelling en behandeling van transgender adolescenten.:248
De eerste officiële versie van het Dutch protocol werd in 2006 gepubliceerd.

### Eerste cohortstudies
De Vries et al. (2011) publiceerde een cohortstudie van de eerste 140 adolescenten die tussen 2000 en 2008 puberteitsremmers en/of genderbevestigende hormonen ontvingen. De onderzoeksgroep bestond uit de eerste 70 adolescenten die puberteitsremmers ontvingen: 33 geboren jongens en 37 geboren meisjes.:2277 Alle deelnemers hadden van kinds af aan last van genderdysforie, werden door hun omgeving gesteund, hadden geen comorbiditeiten die van invloed zouden kunnen zijn op de diagnosestelling en hadden minstens Tannerstadium 2 of 3 bereikt.:2277
De groep werd twee keer onderzocht: kort voor het begin met puberteitsremmers en kort voor het begin met geslachtshormonen.:2279 Aan de hand van verschillende vragenlijsten werden de hoogte van het IQ, emotionele en gedragsproblemen, depressieve symptomen, de intensiteit van angst en woede, algemeen psychologisch functioneren, genderdysforie en tevredenheid over het eigen lichaam gemeten.:2279 Uit de vergelijking van de twee meetmomenten bleek dat adolescenten vlak voor het begin van genderbevestigende hormonen significant minder emotionele en gedragsproblemen hadden dan voor het begin van puberteitsremmers.:2280 Ook hadden de deelnemers significant minder last van depressieve symptomen en verbeterde hun algemeen psychologisch functioneren.:2280 Er werd geen significante verbetering van woede, angst en genderdysforie gemeten.:2280 De onderzoekers hadden dit laatste verwacht: alleen genderbevestigende hormonen en chirurgie kan genderdysforie verminderen.:2281 Omdat puberteitsremming de bijkomstige stress van genderdysforie vermindert, concludeerde De Vries et al. (2011) dat het een waardevolle mogelijkheid biedt om adolescenten tijd te geven om over hun genderidentiteit en eventuele medische vervolgstappen na te denken.:2282
In 2014 volgde een vervolgonderzoek op een deel van de deelnemers als ook nieuw adolescenten. Na een behandeling met geslachtshormonen en -operatie werden dezelfde variabelen gemeten als in 2011, alsook het subjectieve en objectieve welzijn van de deelnemers.:697-698 De resultaten toonden dat zowel de intensiteit van genderdysforie als van angst en woede significant waren afgenomen aan het einde van de studie.:699-700 Het subjectieve en objectieve welzijn van de deelnemers was vergelijkbaar met dat van hun leeftijdgenoten zonder genderdysforie.:700-701 Hun gemeten welzijn op basis van omgeving (d.i., steun van ouders, vrienden, toegang tot gezondheidszorg enz.) was zelfs significant beter dan die van de gemiddelde Nederlandse adolescent.:701-702 Op de basis van de resultaten van deze twee studies trok De Vries et al. (2014) de conclusie dat het protocollair gebruik van puberteitsremmers, gevolgd door een hormoonbehandeling en geslachtsoperatie, het psychologisch functioneren van transgender adolescenten verbetert.:703
De Vries werd met haar werkmethode in de media bekend via haar optreden in het televisieprogramma DWDD met Valentijn de Hingh, die destijds een transgender-puber in transitie was. Een jaar later verscheen ze weer in DWDD, ditmaal met een drietal meisjes die naar man wilden transformeren.

### Latere aanpassingen

#### Duur van genderdysforie
Het protocol is in de loop der tijd aangepast. Waar vroeger kinderen voor de puberteit al genderincongruentie moesten ervaren, kan nu ook een adolescent in behandeling worden genomen waarbij deze gevoelens in de puberteit ontstonden.

#### Minimumleeftijd
Het oorspronkelijke protocol adviseerde een minimumleeftijd van twaalf jaar voor puberteitsremmers.:S132 Een studie van De Vries en Cohen-Kettenis uit 2012 vermeldt dat deze leeftijd werd gekozen omdat er destijds nog vrijwel niets bekend was over het gebruik van puberteitsremmers in transgender adolescenten.:311 Ook hebben kinderen rond deze leeftijd al een deel van hun cognitieve en emotionele ontwikkeling achter de rug en mogen ze volgens het Nederlands recht medische besluiten nemen, mits met toestemming van hun ouders. De Vries en Cohen-Kettenis (2012) geven aan dat deze minimumleeftijd losgelaten zou kunnen worden als er meer bekend is over puberteitsremming.:311
Bij de deelnemers van de eerste cohortstudies werd de minimumleeftijd van twaalf jaar aangehouden. Wel was er inmiddels discussie of deze wenselijk was.:703,:13 Zo gaf de Vries et al. (2014) aan dat de leeftijd van twaalf jaar niet wenselijk kon zijn voor geboren meisjes, bij wie de puberteit vaak voor die leeftijd al begint.:703 In 2017 publiceerde de Endocrine Society haar aanbevelingen voor de klinische behandeling van genderdysfore personen. Ze laten de minimumleeftijd los en bevelen het gebruik van puberteitsremmers aan vanaf het Tannerstadium M2 of G2 in de ontwikkeling van de geslachtskenmerken.:3880-3881 Deze aanbeveling werd in Nederland uiterlijk in 2018 overgenomen.:21

## Inhoud
De huidige vorm van het Dutch protocol is in 2018 vastgelegd in het rapport Kwaliteitsstandaard Transgenderzorg – Somatisch. Dit is samengesteld aan de hand van de zevende versie van de Standards of Care van de WPATH en de richtlijnen van de Endocrine Society uit 2017.:21 De diagnose genderincongruentie wordt gesteld door een multidisciplinair team. Dit moet bij adolescenten in de puberteit minstens bestaan uit een gespecialiseerde psycholoog, psychiater of orthopedagoog en een kinderendocrinoloog.:22 Als er directe aanleiding toe is, kan dit team uitgebreid worden.:22 Zo is het gebruikelijk dat er naast deze specialisten ook een vruchtbaarheidsarts en ethicus aanwezig zijn. Het team komt minstens een keer per maand samen om te overleggen over de diagnostiek en voortgang van de behandeling als ook de vragen en zorgen van de adolescent te bespreken.:21
Voordat er met puberteitsremmers begonnen kan worden, moet er aan een aantal eisen voldaan worden. Zo moet een gespecialiseerde psycholoog, psychiater of orthopedagoog vaststellen dat de jongere langdurige genderincongruentie ervaren heeft en daaronder lijdt.:23 Ook moet deze bij het begin van de puberteit ontstaan of verhevigd zijn.:23 Daarnaast mogen er geen psychologische co-morbiditeiten zijn die de behandeling of de toestemmingsverlening van de jongere zouden kunnen verhinderen. Ten slotte moet de adolescent de capaciteit hebben om informed consent te geven.:23
Ook moet de adolescent voldoende informatie hebben ontvangen over de effecten en bijwerkingen van puberteitsremmers. Voor het geval dat hij na puberteitsremming een hormoonbehandeling wil, wordt al aangegeven dat ze tot vruchtbaarheidsverlies kan leiden.:23 Daarnaast moet de adolescent op de hoogte zijn gesteld van de mogelijkheden om zaad- of eicellen in te vriezen. Zowel de adolescent als diens ouders moeten informed consent hebben gegeven voor de behandeling. Eveneens is het noodzakelijk dat beide ouders de adolescent gedurende de hele behandeling ondersteunen.:23
Als aan deze psychologische eisen is voldaan, moet de kinderarts zijn toestemming verlenen voor de start van puberteitsremmers.:23 Daarnaast moet hij hebben vastgesteld dat de adolescent in de puberteit zit (minimaal Tannerstadium M2 of G2) en dat er geen medische contra-indicaties zijn. Alleen dan kan een behandeling met puberteitsremmers gestart worden.:23 In overleg met de adolescent en de ouders bepaalt de kinderarts welke soort GnRH-injectie gebruikt zal worden. Ieder halfjaar moet de adolescent op controle komen om de effecten van puberteitsremmers te monitoren. Deze bestaat uit een botdichtheidstest om te bepalen of de botten van de adolescent sterk genoeg zijn. Op verzoek van de arts kan ook een röntgenfoto van de hand gemaakt om met behulp van de groeischijven de groei te meten.
In het geval dat een jongere toch geen cross-sekse hormonen wil, kan deze stoppen met puberteitsremmers. Hierna gaat de eigen puberteit weer verder. Als een adolescent wel wil beginnen met cross-sekse hormonen, mag dat vanaf zestien jaar. Voordat dit kan, moet er opnieuw worden voldaan aan dezelfde diagnostische en medische eisen als bij puberteitsremming en moeten zowel de adolescent en diens ouders informed consent geven.:24 Wederom wordt de adolescent geïnformeerd over de onomkeerbare vruchtbaarheidseffecten van een hormoonbehandeling en/of een geslachtsoperatie. Ook worden mogelijke hartproblemen besproken die de behandeling in combinatie met roken en obesitas zou kunnen veroorzaken.:24 Als de hormoonbehandeling wordt gestart, wordt er verwacht dat de adolescent ook als volwassene regelmatig gemonitord wordt. Hoewel het niet duidelijk is welk specifieke opvolgschema het beste is, moet in ieder geval de botdichtheid ook na puberteitremming in de gaten gehouden worden.:25

## Wetenschappelijk debat
In januari 2023 publiceerden Stephen B. Levine, E. Abbruzzese en J.W. Mason een analyse van het Dutch protocol, The Myth of "Reliable Research" in Pediatric Gender Medicine: A critical evaluation of the Dutch Studies-and research that has followed. Ze betogen dat het protocol geen degelijke wetenschappelijke basis heeft en waarschuwen voor de mogelijke negatieve gevolgen bij kwetsbare jongeren. Een daarbij aanhakende studie door Sarah Jorgensen, N. Athéa en C. Masson (mei 2024), Puberty Suppression for Pediatric Gender Dysphoria and the Child's Right to an Open Future, concludeert dat het gebruik van puberteitsremmers "een normaal fysiologisch proces ombenoemt tot een ziekte en een waterval van steeds verdergaande medische ingrepen teweeg kan brengen", en dat "niemand met zekerheid kan weten hoe het gender-zelfbeeld en de lichamelijke idealen van een kind zich mettertijd zullen ontwikkelen".

## Internationale toepassing
Meerdere internationale organisaties, zoals de World Professional Association for Transgender Health (WPATH), de American Academy of Pediatrics (AAP), de Endocrine Society en de European Society for Sexual Medicine (ESSM):537, steunen het gebruik van puberteitsremmers bij transgender jongeren. Hieronder wordt de uiteenlopende toepassing van het Dutch protocol in verschillende Europese landen beschreven.

### België
Sinds 2007 is er een gespecialiseerde afdeling in het UZGent die zich richt op de zorgvraag onder adolescenten en puberteitsremmers toedient aan de hand van internationale richtlijnen.:672;  Omdat de genderpoli van UZGent moeilijk toegankelijk was voor Waalse en Brusselse zorgvragers in verband met de te kleine capaciteit, de afstand en de taalbarrière, werd de noodzaak gevoeld om ook in Wallonië een genderpoli voor minderjarige transgender personen te openen. CHU Luik opende deze op 1 oktober 2019.

### Finland
Het hoofd van het Finse nationale pediatrische gender-programma, de psychiater Riittakerttu Kaltiala-Heino, heeft herhaaldelijk gewezen op belangrijke complicaties van het Nederlandse, gender-bevestigende behandelingsmodel. Mede op haar aandringen besloot medio 2020 COHERE, de Finse raad voor gezondheidszorg, om het Dutch protocol nog slechts in de oorspronkelijke vorm uit 2006 te handhaven.  Zo komen adolescenten alleen in aanmerking voor puberteitsremmers als ze levenslange genderincongruentie ervaren die erger werd vanaf de puberteit. Als een adolescent ook last heeft van psychologische "comorbiditeiten", moeten deze eerst verholpen worden door regionale hulpverleners. Als de adolescent dan nog steeds genderdysforie ervaart, wordt deze in een van de universitaire ziekenhuizen geholpen. Op individuele basis wordt besloten of de adolescent na een diagnosestelling puberteitsremmers krijgt toegediend. Mocht dit het geval zijn, dan wordt de adolescent geholpen in het Tampere Universitair Ziekenhuis of in het Helsinki Universitair Ziekenhuis.

### Nederland
Zoals hierboven reeds beschreven worden puberteitsremmers sinds eind jaren negentig van de twintigste eeuw voorgeschreven. In 2006 werd het Dutch protocol voor het eerst gestandaardiseerd. Omdat de zorgvraag onder adolescenten sterk steeg in de jaren tien, is de capaciteit in de jaren twintig verder uitgebreid. Zo opende het Radboudumc een genderpoli voor adolescenten op in 2 maart 2020 en voor volwassenen op 1 maar 2021. Het Beatrix Kinderziekenhuis, onderdeel van UMC Groningen, heeft in april 2024 een genderpoli voor minderjarigen geopend. Jongeren kunnen daar nu terecht voor puberteitsremmers en (vanaf zestien jaar) genderbevestigende hormonen.

### Groot-Brittannië

#### Engeland en Wales
Volgens een tussentijds rapport van de Cass Review (2023), de onafhankelijke werkgroep die werd opgezet om de werkwijze van de Tavistock-kliniek te onderzoeken, bestaan er “significante verschillen” tussen het Dutch Protocol en de werkwijze van Tavistock.:18 Zo ontvingen jongeren in de geen psychologische ondersteuning voor neurodiversiteit en/of comorbiditeiten voordat zij puberteitsremmers kregen voorgeschreven, terwijl het Dutch Protocol dit eist.:18 Daarnaast waren NHS-endocrinologen niet aanwezig bij multidisciplinair overleg waar complexe gevallen werden besproken en hadden tot vlak voor het verschijnen van het rapport geen contact met kliniekmedewerkers die de jongere behandelden.:18 Ten slotte nam de hoeveelheid klinische afspraken na het toedienen van puberteitsremmers af, terwijl deze volgens het Dutch protocol zou moeten toenemen.:18
Op basis van de aanbevelingen van de tussentijdse review besloot een voorlopig rapport van NHS England om transgender kinderen en adolescenten puberteitsremmers alleen toe te dienen in onderzoeksverband.:16 Ook raadt het dossier aan dat de relatie tussen de genderdysforie en sociale/psychische relaties wordt onderzocht tijdens therapie.:12 Daarnaast wordt voorgesteld dat de zorg die transgender jongeren ontvangen in eerste instantie psychologisch van aard moet zijn.:2
Een gezamenlijke reactie van Professional Associations for Transgender Health (WPATH, ASIAPATH, EPATH, PATHA en USPATH) bekritiseerde een aantal aannames en aanbevelingen van het NHS-rapport. Zo bestempelden ze de keuze om puberteitsremmers alleen voor te schrijven in onderzoeksverband als onethisch.:3-4 Volgens hen is het “ethisch problematisch om adolescenten over te halen tot deelname aan een onderzoek om toegang tot een medisch-noodzakelijke behandeling te verkrijgen.”:4; Ook uitten zij hun zorgen over dat de nadruk in het NHS-document ligt op psychotherapie als primaire interventie.:4-5 Ze vrezen dat in een dergelijke situatie genderdysforie kan worden beschouwd als een psychische stoornis die door middel van psychotherapie kan worden verholpen. Ze benadrukken dat uit decennialang onderzoek blijkt dat dergelijke therapie niet effectief is. Ten slotte bekritiseerden ze het voorstel dat de namen van ouders worden gerapporteerd aan de kinderbescherming als hun kind puberteitsremmers via een andere bron krijgt dan de NHS.:5-6
Een later, voorlopig beleidsrapport oordeelde dat een multidisciplinair team puberteitsremmers in uitzonderlijke gevallen ook buiten onderzoek mag voorschrijven, mits het het gebruik hiervan in de betreffende casus ondersteunt.:3 Een gezamenlijke reactie van EPATH en WPATH veroordeelde dit voorlopige beleidsrapport. De organisaties bekritiseerden het besluit om puberteitsremmers niet meer routineus voor schrijven, terwijl er nog geen nieuwe genderpoli’s geopend zijn.:1 Dit is volgens hen in strijd met de statuten van de NHS.:1 Daarnaast stellen ze dat het besluit om geen puberteitsremmers meer te gebruiken afbreuk doet aan de wetenschappelijke standaarden van WPATH.:2 Ze uiten hun zorgen over de permanente negatieve gevolgen die dit kan hebben op transgender jongeren in het Verenigd Koninkrijk.:2

#### Schotland
In Schotland zijn er vier klinieken voor personen met vragen over hun genderidentiteit. Een van deze, Glasgow Sandyford Gender Identity Centre, behandelt ook kinderen met puberteitsremmers. Naar aanleiding van de aanbevelingen van de Cass Review besloot Sandyford Clinic op 18 april 2024 voorlopig geen puberteitsremmers meer voor te schrijven aan nieuwe zorgvragers..

## Publieke beeldvorming

### België
Ook in België ontstond er in 2023 debat over de juistheid van het protocol. Het genderteam van het UZ Gent beweerde dat de behandeling veel jongeren hielp, maar professor huisartsgeneeskunde Patrik Vankrunkelsven, directeur van het CEBAM had grote vraagtekens bij deze claim. Het CEBAM onderzoekt de wetenschappelijke basis van medische handelingen, waaronder nu ook van puberteitsremmers en hormoonbehandelingen. Het Dutch protocol stelt dat puberteitsremmers als 'pauzeknop' functioneren om nadenktijd te winnen. De praktijk is echter dat er in deze periode vrijwel nooit gestopt wordt met een transitie. De genderteams zeggen dat dit is vanwege het accurate vooronderzoek. Critici stellen daarentegen dat de puberteitsremmers in de praktijk een fuikfunctie lijken te hebben. Eenmaal daarop ingesteld zouden kinderen de kans niet meer krijgen om van gedachten te veranderen.

### Nederland
Twijfels over de Dutch protocol bereikten ook Nederland waar enkele onderzoekers zich over de handelwijze uitspraken. Zo publiceerden Lodewijk Smeehuijzen, Jilles Smids en Coen Hoekstra in augustus 2023 een onderzoek waarin zij juridische en ethische bedenkingen uiten. In oktober 2023 schonk het televisieprogramma Zembla aandacht aan de controverse die was ontstaan over het Dutch protocol. Een aantal maanden voor de Zembla-uitzending had ook de Volkskrant al een kritische beschouwing gepubliceerd.
Op 27 februari 2024 nam de Tweede Kamer een motie, opgesteld door Rosanne Hertzberger, aan om een onderzoek in te stellen naar de wetenschappelijke kwaliteit van het zorgmodel op basis van het Dutch protocol.